# الأخوات برونتي
الأخوات برونتى فيلم درامي فرنسي عام 1979 من إخراج أندريه تيشيني وكتبه تيشيني بالتعاون مع باسكال بونيتسر وجان جرولت. الفيلم من بطولة إيزابيل أدجاني، ماري فرانس بيزيه وإيزابيل أدجاني في دور عائلة برونتي. تم التصوير السينمائي بواسطة برونو نيوتن. لقد كان مشروعًا أراد تيشيه القيام به منذ عام 1972، ولكن فقط بعد الاستقبال الإيجابي لـ «مقاطعة فرنسية» (1975) و «الباروك» (1976) كان قادرًا على إيجاد التمويل اللازم. من إنتاج شركة أفلام غومونت تم اختصار الوقت الأصلي لعرض الفيلم من ثلاث ساعات إلى أقل من ساعتين عند إطلاقه في مهرجان كان السينمائي عام 1979.
الفيلم من بطولة إيزابيل أدجاني في دور إميلي وماري فرانس بيزيه في دورشارلوت وإيزابيل أدجاني في دورآن يلعب باسكال جريجوري دور شقيقهما برانويل برونتي. تركز الحبكة على علاقة الأخوات الكئيبة مع برانويل.
تدور أحداث الفيلم في إعادة صياغة دقيقة لتلك الفترة، ويتبع الحياة القاتمة للأشقاء الأربعة في أقل من عشر سنوات. بدأ في عام 1834 عندما كان برانويل في السابعة عشرة من عمره رسم الصورة الشهيرة لأخواته الثلاث والتي ضمّن فيها في الأصل صورته الخاصة، وينتهي حوالي عام 1852 عندما كانت شارلوت وهي الآن مؤلفة مشهورة هي الأخ الوحيد الباقي على قيد الحياة.

## قصة الفيلم
أربعة أشقاء شبان: شارلوت وبرانويل وإميلي وآن يعيشون حياة رواقية في قرية صغيرة في الريف الإنجليزي. والدهم العجوز وهو قس أنجليكاني وخالة عانس جامدة، وخادمة تابي يكملان منزلهما. الأشقاء لديهم طموحات فنية ويعتمدون على بعضهم البعض للرفقة. برانويل رسام وصورة ذاتية مع أخواته تستحق الإعجاب العام للعائلة. إنه يريد ممارسة مهنة مهنية، لكنه يذهب فقط إلى حد إقامة صداقة مع النحات ليلاند. هواية إميلي المفضلة هي المشي عبر المستنقعات القاتمة التي تحيط بالقرية مرتدية زي رجل. آن أصغر الأشقاء رفيقتها. شارلوت أكثر طموحًا من الآخرين، تقنع عمتهم المترددة بمنحها المال للذهاب إلى بلجيكا من أجل دراسة اللغة الفرنسية. فكرتها هي العودة في النهاية وفتح مدرسة. بمال وإذن خالتهما، تذهب شارلوت وإميلي إلى بروكسل. بمجرد وصولها إلى هناك، تقع شارلوت في حب معلمها السيد هيغر وهو متزوج بالفعل. تعزف إميلي على البيانو في المدرسة، لكنها تمر بأوقات عصيبة هناك ويضايقها زملاؤها في الفصل لكونهم إنجليزيين وبروتستانت في بلد كاثوليكي. في هذه الأثناء، في إنجلترا، وجدت «آن» عملًا كمربية وتتولى تعليم ابنة عائلة ثرية.
أثناء غياب شقيقاته، يتعامل برانويل بمفرده مع وفاة عمتهما. موتها يجعل إميلي وشارلوت تعود إلى المنزل. تشعر إميلي بالارتياح وتساعد برانويل في العثور على العزاء حيث تأخذه إلى بلاك بول إن والحانة والفندق في المدينة. من ناحية أخرى تعود شارلوت المصابة بالحب في أقرب وقت ممكن إلى بروكسل لتلتقي بالسيد هيغر لكن حبها بلا مقابل. بفضل آن يجد برانويل الحالم بلا هدف وظيفة ثابتة كمدرس لإدموند الابن الصغير لعائلة روبنسون، أرباب عمل آن الأثرياء. السيد روبنسون صارم وبجو تفوقه يذل كلاً من آن وبرانويل. السيدة روبنسون، اللطيفة وغير الراضية، تبدأ علاقة غرامية مع برانويل. عندما تكتشف «آن» علاقتهما تترك وظيفتها وتعود إلى المنزل. يتعين على كل من برانويل وشارلوت التعامل مع قلوبهم المكسورة. بعد وفاة زوجها، ترسل السيدة روبنسون رسالة إلى برانويل تُنهي علاقتهما.
تأخذ حياة برانويل منعطفًا مظلمًا. يسلم نفسه للشرب ويدمن الأفيون. خلال ليلة عاصفة يبدأ حريق في غرفة نومه ويجب أن تنقذه أخواته من بين ألسنة اللهب. تتسلل شارلوت إلى غرفة نوم إميلي وتبحث بين أشياءها وتكتشف قصائد إميلي. لقد تأثرت بشدة وتمكنت أخيرًا من إقناع إميلي المترددة بنشرها. وسرعان ما نشرت الأخوات الثلاث قصائدهن ثم نُشرت رواية لكل منهما. مراجعات رواية إميلي ويذرينغ هايتس قاسية بشكل خاص. ومع ذلك، فإن روايات كورير وأليس وأكتون بيل الأسماء المستعارة التي اعتمدتها الأخوات الثلاث هي حديث الدوائر الأدبية في لندن. تجبر التكهنات حول جنس وهوية بيلز شارلوت وآن على الذهاب إلى لندن لتقديم نفسيهما إلى جورج سميث ناشر شارلوت.
غير مدرك للإنجازات الأدبية لأخواته مات برانويل بسبب سغل تفاقم بسبب الإفراط في الشرب. إميلي المصابة بمرض السل ترفض كل علاج طبي وتصر على الاستمرار في اختيار أهلها. عندما وافقت أخيرًا على إرسال طبيب فقد فات الأوان وتموت. آن أيضا مصابة بمرض عضال مع مرض السل. بعد رغباتها، اصطحبتها شارلوت لرؤية المحيط لأول مرة وتموت آن خلال تلك الرحلة.
شارلوت هي الناجية الوحيدة من بين الأشقاء الأربعة. تركت وحيدة مع والدها المسن، وتتابع مسيرتها الأدبية وتبدأ علاقة رومانسية مع آرثر نيكولز، وصي والدها. بصحبة السيد نيكولز وناشرها السيد سميث تذهب شارلوت إلى الأوبرا في لندن وتلتقي بالمؤلف الشهير ويليام ثاكيراي.

## طاقم العمل
- إيزابيل أدجاني بدور إميلي
- ماري فرانس بيزيه بدور شارلوت برونتي
- إيزابيل أدجاني بدور آن برونتي
- باسكال جريجوري بدور برانويل برونتي
- باتريك ماجي بدورالقس برونتي
- هيلين سوربير بدور منصب السيدة روبنسون
- رولاند بيرتين بدور السيد نيكولز
- أليس سابريتش بدور عمة إليزابيث
- كزافييه ديبرازبدور السيد هيغر
- أدريان برين بدور منصب السيد روبنسون
- جوليان كاري بدور جورج موراي
- رينه غودارد بدور منصب تابي، خادمة
- جان سوريل بدور ليلاند
- رولان بارت بدور وليام

## روابط خارجية
- الأخوات برونتي على موقع IMDb (الإنجليزية)
- الأخوات برونتي على موقع نتفليكس (الإنجليزية)
- الأخوات برونتي على موقع ألو سيني (الفرنسية)
- الأخوات برونتي على موقع Turner Classic Movies (الإنجليزية)
- الأخوات برونتي على موقع أول موفي (الإنجليزية)
- الأخوات برونتي على موقع فيلمافينيتي (الإسبانية)
- الأخوات برونتي على موقع قاعدة بيانات الأفلام السويدية (السويدية)
- الأخوات برونتي على موقع قاعدة بيانات الفيلم (الإنجليزية)
- الأخوات برونتي على موقع ليتربوكسد (الإنجليزية)
- الأخوات برونتي على موقع كينوبويسك (الروسية)